# Cerro Calzada
Il  Cerro Calzada    o   Qalsata   è una montagna della Bolivia alta  5 650 metri sul livello del mare, sita nella Cordillera Real nelle Ande. Si trova nel dipartimento di La Paz , provincia di Larecaja , tra il comune di Sorata e il comune di Guanay. 

## Origine del nome
Il nome trae origine dalle tradizioni linguistiche Aymara che vede il termine qalsa, indicare le pietre; o dallo spagnolo calzada, che indica la strada.

## Geografia
La montagna si trova a sud-est dell' Ancohuma, tra il monte Q'asiri a nord-ovest e il Chearoco a sud-est, e a est del lago San Francisco. Il territorio attorno al Calzada è collinare a sud-ovest, ma a nord-est è montuoso.  Il punto più alto della zona ha un'altitudine di 5.646 metri e si trova a 1,4 km a est del Cerro Calzada. Ci sono circa 18 persone per chilometro quadrato nel territorio con una popolazione scarsa.  
L'area è quasi interamente ricoperta di prateria.  La temperatura media è di 3 °C . Il mese più caldo è novembre, a 6  °C , e il più freddo è febbraio, a 0 °C. La piovosità media annua è di 1 657 millimetri. Il mese più piovoso è febbraio, a 300 millimetri (12 pollici), e il più secco è luglio, a 9 millimetri.

## Alpinismo
La prima scalata documentata della montagna avvenne nel giugno 1928 dagli scalatori tedeschi Hans Pfann, Alfred Horeschowsky, Hugo Hörtnagl, Friedrich Ahlfeld e dall'austriaco Erwin Hein attraverso la cresta sud-occidentale, segnando l'inizio dell'esplorazione alpinistica in questa sezione della catena montuosa. Altra versione attribuisce la conquista della vetta il 23 luglio del 1962 ad opera di una spedizione composta dagli inglesi  Robin Bradford, Ronald Hunter, John Floodpage  e Peter Tichauer, Alfredo Martinez, boliviani.